# Aanslag op Venlo (1606)
De aanslag op Venlo van Frederik Hendrik van Oranje tijdens de Tachtigjarige Oorlog was een poging van het Staatse leger om in de nacht van 1 op 2 oktober in 1606 de stad Venlo in te nemen.

## Verloop
Maurits van Nassau had in 1597 tevergeefs een poging gewaagd met het verraad van Venlo de stad in te nemen. Maurits' broer Frederik Hendrik ondernam in 1606 een nieuwe poging de stad 's nachts bij verrassing in te nemen. De Staatsen hadden met springmijnen een poort kunnen openen, maar konden niet de stad instormen wegens een tweede gesloten poort. Burgers en soldaten wisten de aanvallers terug te drijven.
De poging liep stuk op een gebrek aan materieel en het feit dat de grotendeels katholieke Venlose bevolking zich sterk tegen de protestantse prins had verzet. Deze religieuze tegenstelling was overigens al in het verleden een heikel punt geweest, en zou dat nog lange tijd blijven.
Beleg van Venlo in: 1459 · 1473 · 1480 (1) · 1480 (2) · 1499 · 1511 · 1543 · 1586 · 1597 (Verraad) · 1606 · 1632 · 1637 · 1646 · 1701 · 1702 · 1747 · 1793 · 1830